# 何鉞
何鉞（1471年—1539年），字勳伯，别號東溪，應天府江寧縣民籍，直隸吳江縣人，明朝政治人物。

## 生平
正德二年（1507年）丁卯科應天府鄉試第十五名舉人。正德六年（1511年）中式辛未科會試第二百十五名，登第三甲第十二名進士。授行人司行人，奉使楚藩。十年（1515年）闰四月實授浙江道监察御史，十一年奉勑北直隶清理戎务兼阅军器刷卷事，力救建言下狱御史张士隆等人。十三年（1518年）奔父丧守制，服阕，改山东道御史，十六年巡按浙江，嘉靖元年（1522年）监考浙江鄉試，嘉靖二年春出任荆州府，因与荆南分巡道不合，遂辞官归乡。之后被调任常德府，嘉靖五年（1526年）正月以不谨例致仕。家藏有《东谿稿》。

## 家族
曾祖何文廣；祖父何澄，曾任壽官；父何瑄，曾任壽官。母李氏。严侍下。兄何鍾；何鑑，天文生；何鐸。弟何欽。